# Life Is Strange: Before the Storm
Life is Strange: Before the Storm (с англ. — «Жизнь — странная штука: Перед штормом») — эпизодическая компьютерная игра в жанре интерактивного кино, созданная студией «Deck Nine» для платформ Microsoft Windows, Xbox One и PlayStation 4. Является приквелом к эпизодической игре Life Is Strange студии «Dontnod Entertainment». Релиз первого эпизода состоялся 31 августа 2017 года. С начала июня существовала возможность предзаказа игры на сайте издателей (Square Enix), через Steam, Microsoft Store и PlayStation Store. Главной героиней игры выступит Хлоя Прайс из первого сезона. Сюжет будет разворачиваться за три года до событий первой игры и сконцентрируется на знакомстве и дружбе Хлои с Рэйчел Эмбер.
В начале сентября 2018 было анонсировано, что игра будет выпущена под платформы Maсos, Linux, а также под iOS и Android. 13 сентября 2018 года игра была издана под платформы MacOS и Linux. 19 сентября 2018 года игра стала доступна для загрузки на мобильные платформы iOS и Android в магазинах App Store и Google Play, причем в отличие от оригинальной игры для загрузки приложения на устройство не требуется первоначальная покупка эпизода.
30 сентября 2021 года был запланирован перезапуск игры под названием Life is Strange: Before the Storm Remastered с обновленной графикой и анимациями, но 11 августа стало известно, что выпуск обновленных частей отложен до начала 2022 года в связи с пандемией коронавируса.
Игра состоит из трёх эпизодов (в отличие от первой части, состоящей из пяти). 6 марта 2018 года стал доступен в качестве дополнения бонусный эпизод «Farewell» (рус. «Прощание»), сюжет которого разворачивается за 5 лет до событий первой игры и за 2 года до основных эпизодов, в котором игроку предлагается играть за юную Макс Колфилд.
Игра была разделена на три эпизода:
- Эпизод 1 — «Awake» — дата выхода 31 августа 2017.
- Эпизод 2 — «Brave New World» — дата выхода 19 октября 2017[7].
- Эпизод 3 — «Hell Is Empty» — дата выхода 20 декабря 2017[8]. В России — 19 декабря 2017 20:00 MSK[9]
- Бонусный эпизод — «Farewell» — дата выхода 6 марта 2018[10][11].

## Игровой процесс
Так же, как и первая часть Life Is Strange, Before the Storm — графическая приключенческая игра с видом от третьего лица в жанре интерактивного кино, разделённая на три основных эпизода. Протагонисткой теперь выступает одна из главных персонажей, более юная лучшая подруга протагонистки первой части. Сохранилась отличительная черта серии — героиня комментирует почти каждое взаимодействие с персонажами или предметами. Но в отличие от Макс Колфилд, открывшей в себе возможность отматывать время, Хлоя Прайс не обладает сверхъестественными способностями. Вместо этого разработчики добавили возможность в диалоге с другими персонажами, выбирая тот или иной вариант ответа, склонить ситуацию или разговор в свою пользу, причём в этом режиме время на выбор варианта ответа ограничено, после его истечения разговор будет окончен не в пользу главной героини.
Главное меню игры также меняется с развитием сюжета. Вместо панорамы Аркадии-Бэй фоном главного меню является национальный парк, в котором по ходу игры начинается пожар и к концу от него остается лишь пепелище.
В игре осталась и система достижений. Только, если Макс делала фотографии, Хлоя рисует маркером граффити на определённых местах. Причём за игроком остаётся выбор — какое из предложенных изображений Хлоя должна нарисовать.
Ещё одно нововведение — Хлоя может менять верхнюю одежду из нескольких предложенных вариантов. Для этого ей нужно открыть свой шкаф с одеждой в своей комнате в эпизоде 1, дорожную сумку Рейчел в эпизоде 2. Те, кто заказал игру по предзаказу, получили бонус — одежда Хлои из оригинальной Life is Strange (кроме шапки). Обладатели версии Deluxe Edition получили ещё несколько вариантов внешнего вида.

## Эпизоды

### Синопсис
Действие игры происходит в мае 2010 года, за три года до событий оригинальной игры. 16-летняя ученица Академии Блэквелл Хлоя Прайс не может оправиться от гибели её отца Уильяма в автокатастрофе, случившейся 2 года назад. Девушке особенно тяжело и из-за того, что её лучшая подруга Макс Колфилд сразу после этого переехала с семьёй в Сиэтл и почти перестала поддерживать с ней связь. Дома же всё чаще стал появляться ухажёр матери Хлои Джойс — Дэвид Мэдсен, безработный бывший военный, который наводит свои порядки, чем постоянно приводит Хлою в бешенство. Параллельно у неё начинаются проблемы в академии — её частые прогулы приводят к тому, что её стипендия постепенно перестаёт покрывать её обучение, а денег в семье и так остро не хватает. На фоне происходящего в её жизни кошмара Хлоя всё больше отбивается от рук, алкоголь и «дурь» стали частью её бунтарского образа жизни. Её единственным утешением является её дневник, который представляет собой сборник адресованных, но никогда не отправленных, Макс писем (Хлоя начала писать их «по старинке», когда отключили Интернет). Но внезапно вся её жизнь переворачивается, когда на концерте рок-группы Хлоя встречает первую умницу и красавицу школы Рэйчел Эмбер, которая становится новым катализатором последующих в её жизни событий.

### Эпизод 1 — «Awake» (рус. «Пробуждение»)
| Сводный рейтинг       | Сводный рейтинг                           |
| Агрегатор             | Оценка                                    |
| --------------------- | ----------------------------------------- |
| GameRankings          | (PC) 75,00 % (PS4) 79,16 % (XOne) 77,50 % |
| Metacritic            | (PC) 77 (PS4) 78 (XOne) 80                |
| Русскоязычные издания |                                           |
| Издание               | Оценка                                    |
| «Игры Mail.ru»        | 7,0/10                                    |

#### Сюжет
Эпизод начинается поздним вечером 6 мая 2010 года. 16-летняя Хлоя Прайс проникает на полулегальный концерт рок-группы «Firewalk» (рус. «Хождение по углям»), где случайно ввязывается в перебранку с двумя парнями, но её неожиданно спасает одноклассница и одна из самых популярных учениц Блэквелла Рэйчел Эмбер. Между девушками довольно быстро устанавливается дружба. На следующий день Рэйчел неожиданно уговаривает Хлою прогулять школу, и они вдвоём тайком на товарном поезде приезжают в ландшафтный парк «Кульминейшн». В дороге Рэйчел признаётся в какой-то момент Хлое, что её душе тесно и тоскливо в Аркадии-Бэй, поэтому в ближайшее время она планирует сбежать из дома. Дойдя до обзорных биноклей, Рэйчел предлагает сыграть в игру — понаблюдать за людьми в парке и представить, какие забавные вещи они могли бы делать и говорить. В какой-то момент Хлоя наводит бинокль на целующихся под деревом мужчину и женщину, после чего Рэйчел отходит и её настроение резко меняется. Затем она неожиданно предлагает Хлое украсть бутылку вина у отдыхающей неподалёку парочки, что они и делают, благодаря актёрским способностям Рэйчел. Распив бутылку, девушки идут обратно по железнодорожным путям и выходят на местную свалку.
Здесь Рэйчел неожиданно просит Хлою оставить её на некоторое время одну. Хлоя не понимает в чём дело и пытается развлечь Рэйчел, но та сухим тоном снова просит оставить её в покое. У девушек вспыхивает ссора, в процессе которой Хлоя либо может сказать, что хочет быть подругой Рэйчел, либо намекает ей, что испытывает к ней любовные чувства. Рэйчел уйдёт со свалки, только коротко сказав напоследок, что «дело не в Хлое». После этого, чувствуя себя окончательно всеми преданной, Хлоя в ярости берёт биту и начинает крушить на свалке всё, что хоть немного напоминает ей о близких людях, которые исчезли из её жизни. В какой-то момент она внезапно видит разбитую машину её отца и в истерике несколько раз бьёт кулаками по её капоту. После этого от бессилия она впадает в забытье, и ей снится, как она едет с отцом в его машине по залитой светом дороге в день его гибели. Уильям говорит, что иногда люди очень нуждаются в других людях, даже если сами этого не понимают. В какой-то момент машина останавливается возле стоящей на обочине Рэйчел, которая прислоняет ладонь к дверному стеклу и вспыхивает огнём.
Проснувшись, Хлоя уходит в сторону парка, где находит в слезах Рэйчел под тем самым деревом, под которым они видели целующуюся парочку. Рэйчел извиняется за своё поведение и признаётся: целующийся мужчина был прокурором города и её отцом Джеймсом Эмбером, но женщина, которую он целовал, была точно не её мать Роуз. Рэйчел рассказывает, что случайно нашла у отца сообщение о встрече и потому приехала сюда, чтобы убедиться в его правдивости. Затем рассказывает, как дорог и любим был ей Джеймс все эти годы и какую боль он принёс ей теперь. Под конец она говорит, что теперь хочет сбежать из Аркадии Бэй, потому что предательство Джеймса оборвало всё, что связывало её с этим городом. Затем она сжигает их совместную с отцом фотографию в урне, но в какой-то момент внезапно пинает урну, и горящий мусор разлетается по дереву. Под истошный крик Рэйчел всё дерево вспыхивает ярким пламенем, а затем неожиданно налетевший ветер переносит языки пламени на соседние деревья. Эпизод заканчивается тем, что жители Аркадии Бэй (в том числе Джеймс и женщина, с которой он целовался) замечают видимое издалека зарево лесного пожара.

#### Критика
Одни из первых рецензий критиков оказались очень положительными. Отмечается, что создавать приквел особенно тяжело, но присутствие знакомых персонажей не перегружает сюжет, который развивается вокруг Хлои, но без Макс, но в то же время отмечается, что по одному эпизоду рано судить об игре в целом.
Английское издание Metro оценило приквел на 8 из 10. Отмечено прекрасное начало приквела и тот же искренний стиль повествования, который показывает ранее несимпатичных персонажей уязвимыми и симпатичными.
От Windows Central эпизод также получил высокую оценку: 4.5 из 5. Как всегда отмечается великолепный стиль повествования, подходящая музыка, душераздирающий сюжет, забавная новая опция дерзких ответов в диалогах. К минусам отнесена иногда чрезмерное ощущение подросткового отношения и сокращения числа предметов, с которыми можно взаимодействовать.
На агрегаторе Metacritic эпизод получил следующие показатели: 77 баллов на PC, 78 на PlayStation 4 и 80 на Xbox One. Веб-сайт GameRankings показал схожие результаты: 75,00 % на PC, 79,16 % на PS4 и 77,50 % на Xbox One.

### Эпизод 2 — «Brave New World» (рус. «О дивный новый мир»)
| Сводный рейтинг | Сводный рейтинг                           |
| Агрегатор       | Оценка                                    |
| --------------- | ----------------------------------------- |
| GameRankings    | (PC) 85,00 % (PS4) 80,50 % (XOne) 75,00 % |
| Metacritic      | (PC) 78 (PS4) 80 (XOne) 77                |

#### Сюжет
Эпизод начинается утром 8 мая в кабинете директора академии Рэя Уэллса, который за вчерашний прогул вызвал к себе родителей Рэйчел и мать Хлои. У Уэллса очень предвзятое отношение к Хлое, поэтому, учитывая её репутацию, инициатором прогула он считает её, но внезапно Рэйчел берёт на себя вину, приврав, что Хлоя пыталась её отговорить и пошла с ней только чтобы убедиться, что с ней ничего не случится. Поскольку Рэйчел образцовая студентка, к ней на первый раз не будут применены санкции в виде отстранения от учёбы, однако Уэллс намерен лишить её участия в школьной постановке пьесы Шекспира «Буря», где Рэйчел играет Просперо, и заменить её школьной выскочкой Викторией Чейз. После этого Хлоя может вмешаться и убедить директора, что инициатором была она, взяв всю вину на себя. Если ей это удастся, Рэйчел не будет отстранена от пьесы, но Хлою окончательно исключат из Блэквелла. Если же Хлоя не вмешается, то девушки будут виноваты обе, но если Рэйчел только лишится роли в пьесе, то Хлою отстранят от учёбы до конца учебного года.
Выйдя из кабинета директора, Хлоя и Рэйчел договариваются встретиться на свалке. Хлоя, в отместку разрисовав своим маркером школьный туалет, идёт на школьную автостоянку, где её дожидаются Джойс с Дэвидом. Дэвид недоволен поведением Хлои, поэтому объявляет, что переезжает жить к ним. Чувствуя себя преданной, Хлоя убегает от них на свалку. Дожидаясь Рэйчел, она находит бежевый пикап, с виду в хорошем состоянии, который решает подлатать. В процессе работы она получает СМС с просьбой встретиться от Фрэнка Бауэрса, который продавал ей наркотики. В ожидании Хлоя закуривает сигарету и не замечает, как засыпает. Ей снова снится Уильям (который на этот раз жарит на своей охваченной огнём машине зефир на палочке на фоне лесного пожара в Аркадии-Бэй, а рядом с ним сидит ворон, которого он кормит зефиром), который начинает странно рассуждать о красоте огня и о его схожести с тьмой. Под конец он говорит, что Хлое нужно быть осторожной, чтобы «не сгореть».
Заснувшую с сигаретой в руке Хлою будит Рэйчел, которая восхищена пикапом и зовёт Хлою с собой для побега из города. Через какое-то время она уходит, а на свалку приезжает Фрэнк. Когда Хлоя приходит к его фургону, то видит, как от Фрэнка выходит та самая женщина, которая целовалась с Джеймсом Эмбером. Фрэнк сообщает Хлое, что лесопилка, на которой проходил концерт «Firewalk», сгорела из-за лесного пожара (устроенного Рэйчел накануне). Принадлежала она, как выясняет Хлоя, другу Фрэнка и одному из известных наркобаронов города Дэймону Меррику. Фрэнк просит Хлою об услуге: старшеклассник Блэквелла Дрю Норт (старший брат Майки, с которым Хлоя в предыдущем эпизоде может сыграть в ролевую игру) задолжал Дэймону тысячу долларов за оксибутират натрия, используемый спортсменами, и Фрэнк хочет, чтобы Хлоя забрала у него из комнаты в общежитии Блэквелла деньги. В этой сцене Хлоя может попытаться разговорить Фрэнка и выяснить, что ту женщину, которая от него выходила, зовут Сэра. Хлоя проникает в комнату Дрю и находит деньги, но тут приходят Норты, а сразу за ними приходит и Дэймон. Дрю просит брата и Хлою оставаться в комнате, а сам выходит в коридор на переговоры с Дэймоном и врёт ему, что денег у него нет — в процессе поиска денег Хлоя может обнаружить записи, из которых выясняется, что Дрю утаил предназначенные для Дэймона деньги, чтобы помочь их отцу, который потерял из-за семьи Прескоттов работу и жильё. Дэймон угрожает Дрю расправой, и тогда Хлоя либо может выйти в коридор и отдать Дэймону деньги (но тогда физическую травму получит Майки), либо остаться в комнате и тогда покалечен будет Дрю (деньги она может в этом случае оставить себе или же вернуть их Нортам). Независимо от выбора, кто-то из Нортов отправится в больницу.
В Блэквелле готовятся к представлению. Хлоя проходит к Рэйчел за кулисы, где далее предлагается несколько вариантов событий, зависящих от того, какой выбор игрок сделал в начале эпизода, но в то же время все они закончатся тем, что роль Просперо будет сохранена за Рэйчел. Но тут выясняется, что из-за лесного пожара перекрыты дороги и Джульет Уотсон, играющая Ариэль, не успеет вовремя приехать на спектакль. Рэйчел тут же предлагает Хлою на замену против воли последней. В зависимости от выборов игрока Хлоя может в точности произносить текст по сценарию, но в самом конце, когда Ариэль просит дать ей свободы, Просперо неожиданно для всех отвечает отказом. Хлое приходится импровизировать на ходу вместе с Рэйчел, понимая, что на самом деле Рэйчел сейчас имеет в виду их отношения. Просперо становится на колено и предлагает Ариэль вместо свободы остаться с ней и покинуть остров, обещая, что сделает всё, чтобы Ариэль была с ней настолько счастлива, что забыла бы о свободе. Дальше пьеса продолжается по сценарию и заканчивается бурными овациями зрителей.
После представления Хлоя с Рэйчел идут по улице в свете фонарей, обсуждая прошедший спектакль. Рэйчел снова предлагает покинуть этот город навсегда, но Хлоя не может до конца согласиться с этой идеей, вспоминая про отсутствие денег, исправной машины и думая о родителях, но Рэйчел её убеждает, что они со всем этим справятся. Однако Хлою всё равно гложет сомнение насчёт серьёзности намерений подруги. Тогда Рэйчел спрашивает напрямую, что ей сделать, чтобы её убедить, и Хлоя может либо попросить Рэйчел дать ей свой браслет, либо попросить Рэйчел сделать себе татуировку, либо (если в предыдущем эпизоде Хлоя призналась Рэйчел в чувствах) намекнуть на поцелуй. В этот момент с неба начинает идти пепел от продолжающегося лесного пожара и Рэйчел говорит, что это знак, что им нужно сбежать из Аркадии Бэй сегодня же. Она предлагает зайти к ней домой и взять вещи, а затем уехать из города. Но когда они приходят, то их замечают Джеймс и Роуз и просят Хлою остаться с ними поужинать. Рэйчел под предлогом помыть руки уходит собирать вещи, а Хлоя помогает Роуз накрыть на стол, попутно приглядываясь к Эмберам и их дому и постоянно сравнивая всё это со своими семьёй и домом (в дневнике она сообщает, что даже согласилась бы иметь такого отца-изменщика как Джеймс, чем такого отчима, как Дэвид).
За ужином, независимо от действий игрока, Джеймса призовут к ответу, и в итоге между ним, Роуз и Хлоей вспыхнет ссора, которую Рэйчел какое-то время молча слушает, после чего швыряет блюдо в столешницу, пробивая её насквозь, и кричит на отца, чтобы тот наконец признался. Шокированный и подавленный Джеймс признаётся, что женщина, с которой он целовался, Сэра Гирхардт, не является его любовницей, она — мать Рэйчел.

#### Критика
Первые оценки эпизода 2 были столь же высоки: 4,5 из 5, 4 из 5. Критики пишут о том, что решения, принимаемые в игре становятся все жёстче и значительнее, моменты, когда Хлоя просто является «Хлоей» очень веселы и концовка оставляет кучу вопросов перед финалом.
Оценки эпизода на агрегаторах оказались ожидаемо высокими. На Metacritic эпизод 2 получил следующие показатели: 78 баллов на PC, 80 на PlayStation 4 и 77 на Xbox One. Веб-сайт GameRankings снова показал схожие результаты: 85,00 % на PC, 80,50 % на PS4 и 75,00 % на Xbox One.

### Эпизод 3 — «Hell Is Empty» (рус. «Ад пуст»)
| Сводный рейтинг | Сводный рейтинг |
| Агрегатор       | Оценка          |
| --------------- | --------------- |
| GameRankings    | 76,67 %         |

#### Сюжет
Сюжет эпизода начинается ровно на том месте, где закончился предыдущий. Шокированные Рэйчел и Хлоя слушают рассказ Джеймса. Он и Сэра Гирхардт познакомились ещё в школе. Как и Рэйчел Сэра была очень популярной, и Джеймс считал за честь, что она выбрала именно его. За всем этим он не сразу разглядел, что Сэра на деле тяготится реальностью, совершенно не думает о будущем и живёт лишь одним днём. После того как родилась Рэйчел, стало ясно, что и семейная жизнь тоже тяготит Сэру. В конечном итоге она подсела на наркотики, стала приводить в дом очень сомнительных личностей и всё больше забывать о дочери. Когда Рэйчел был год, Джеймс, поняв, что Сэру не спасти, и желая защитить дочь от такого влияния, развёлся с Сэрой и вынудил ту официально отказаться от каких-либо родительских прав на дочь — когда Рэйчел было три года, он женился на Роуз, которая приняла Рэйчел как родную. С Сэрой было заключено нечто вроде неофициального «договора» — она не появляется в их жизни, а взамен Джеймс каждый месяц платит ей за это. Поцелуй, который девушки видели в парке, был, по словам Джеймса, «прощальным» — все эти 15 лет Сэра не интересовалась дочерью, и поэтому Джеймс принял решение сказать ей, чтобы она окончательно оборвала все контакты с ним. После этого откровения Рэйчел говорит, что хочет побыть одной, и идёт в свою комнату.
Когда Хлоя приходит к ней, то, чтобы немного утешить Рэйчел, модернизирует ночной светильник, изображающий звёздное небо с помощью мощного фонаря. Рэйчел говорит, что всегда обожала звёзды и сравнивает их с людьми — ведь некоторых звёзд не существует уже миллионы лет, а они всё равно фальшиво светят, как и теперь вся её жизнь. Рэйчел очень хочет встретиться с Сэрой и просит Хлою помочь. Хлоя решает, что выйти на след Сэры можно с помощью Фрэнка. Хлоя засыпает вместе с Рэйчел и опять видит сон про Уильяма. На этот раз всё представляет собой некую театральную постановку, где Хлоя на сцене в костюме Ариэль сидит вместе с отцом в его машине, которую представляют собой стулья, а в зрителях её мать, Дэвид, директор Уэллс, родители Рэйчел и Виктория. Разговор Хлои с отцом отражает её размышления относительно того, что Джеймс Эмбер столько лет скрывал от дочери правду — Уильям говорит Хлое, что иногда ложь может быть куда менее опасной и болезненной, чем правда, и, цитируя другую пьесу Шекспира, сравнивает весь мир с одной большой сценой, где все вынуждены притворяться и лгать, чтобы не причинять боли тем, кого любят.
Утром 9 мая Хлоя возвращается домой и назначает Фрэнку встречу на свалке. Готовясь к встрече, она принимает душ и, найдя в шкафу их с Макс детские вещи для игры в пиратов, среди которых синяя краска для волос (которой она так и не воспользовалась в детстве, играя в «Синюю бороду») впервые красит прядь волос в синий цвет. Захватив инструменты Уильяма, она идёт на свалку и в ожидании Фрэнка чинит пикап, используя запчасти от других машин на свалке. Затем приходит Рэйчел, а вслед за ней и Фрэнк и вместе с ним Дэймон. Последний требует, чтобы девушки сказали ему, почему их так интересует Сэра. В какой-то момент он случайно узнаёт в Рэйчел дочь прокурора и, вытащив огромный нож и угрожая им, несмотря на протесты Фрэнка, требует, чтобы они рассказали, каким образом Сэра связана с Джеймсом и с ними. Воспользовавшись моментом, пока Деймон отвлекся на Фрэнка, Рэйчел хватает деревяшку и бьёт ею Деймона. Тот роняет нож, но прежде чем Рэйчел снова замахнулась, подбирает его и наносит ей удар ножом в левую руку. Пока Фрэнк удерживает Дэймона, Хлоя затаскивает Рэйчел в пикап и везёт её в больницу. Позже в больнице, когда Рэйчел отходит от наркоза, она просит Хлою продолжить искать Сэру и советует поискать её данные в кабинете отца у них дома.
Пробравшись туда, Хлоя в какой-то момент находит перехваченные Джеймсом письма от Сэры, адресованные Рэйчел. В них рисуется совсем другой образ Сэры — она уже год как завязала с наркотиками, перестала обналичивать чеки Джеймса и теперь просит его позволить ей встретиться с дочерью. Затем Хлоя находит в столе Джеймса мобильник, из сообщений которого выясняет ещё более подробную картину — когда Сэра появилась в Аркадии-Бэй, то Джеймс попросил Дэймона разобраться с ней, пообещав в обмен уничтожить улики против него. Хлоя вступает в переписку с Деймоном, чтобы узнать где Сэра, и тот (думая, что беседует с Джеймсом) присылает фото привязанной к стулу Сэры на сгоревшей лесопилке. Дэймон требует деньги. Хлоя, найдя их в кабинете, мчится к лесопилке, ненадолго отвлекается и едва не врезается во встречный лесовоз. На обочине она выходит из машины и поражается разрушениям после пожара, вызванного Рэйчел, из-за того, что она разозлилась на отца, лгавшего ей всю жизнь и не перестающего это делать. В этот момент она наяву разговаривает со своим отцом и спрашивает, врал ли он ей когда-нибудь. Уильям же отвечает, что не может ответить, потому что мёртв, а затем спрашивает: а если бы лгал, как Джеймс, ради неё же, то страдала бы по нему и любила бы его Хлоя так же,  как и сейчас?
Хлоя приезжает к лесопилке и там, где был танцпол, видит связанную Сэру и Деймона с готовой дозой героина. Независимо от действий Хлоя получает сильный удар по лицу, от которого падает на пол. Деймон обнаруживает выпавший мобильник Джеймса и, поняв с кем он вёл переговоры, бьёт Хлою ногой в грудь, после чего вкалывает дозу Сэре. В этот момент появляется раненный в плечо Фрэнк. Деймон вынимает свой нож и перед тем, как броситься на Фрэнка, со всего размаху бьёт Хлою по голове, отчего та теряет сознание со словами о Сэре и её дочери. Придя в себя, Хлоя видит сидящую за столом Сэру, курящую сигарету, которая говорит, что Фрэнк «позаботился о Деймоне» и о них сейчас не стоит волноваться. Сэра говорит Хлое, что Рэйчел не должна ничего знать и признаёт, что спустя столько лет у неё не получится стать матерью, достойной Рэйчел. На возражения Хлои, Сэра говорит, что Рэйчел заслуживает любящего, заботливого отца, а правда навсегда её лишит этого. Если Хлоя скажет, что она не может врать Рэйчел, потому что та ей доверяет, Сэра ответит, что если Хлоя её любит, то соврёт. В конце концов Сэра скажет, что у Хлои есть выбор и она может сделать что угодно, но она может или защитить Рэйчел, или причинить ей ещё больше боли. Если Хлоя попросила у Рэйчел браслет в качестве доказательств её намерений, то она может отдать его Сэре.
Хлоя возвращается в больницу и стоит перед палатой Рэйчел. В её дневнике появится последняя запись, обращённая к Макс, в которой она пишет, что больше не хочет жить прошлым, потому что Макс, к которой она пишет все эти письма, — такая же ложь, которую она придумала, чтобы избегать реальности, что хочет быть в настоящем с Рэйчел и не важно, что будет. Позже в палате, когда Рэйчел наконец спрашивает, как всё прошло, перед Хлоей встаёт выбор — рассказать Рэйчел всё или уберечь её от правды.

### Финал
У игры два финала, которые сопровождаются почти одинаковыми видеорядами с небольшими различиями, зависящим как от конкретно самого финала, так и решений, которые игрок принимал на протяжении всех трёх эпизодов. Независимо от выбора Хлои они с Рэйчел продолжат дружить и через какое-то время Хлоя полностью выкрасит себе волосы в синий цвет. Она не вернётся в Блэквелл, но будет часто заезжать туда за Рэйчел. Выбор Хлои влияет на то, как после этого будут разворачиваться отношения в семье Эмберов: либо они будут вместе весело проводить досуг, либо же доверие в семье будет сильно подорвано. В последнем случае, если Хлоя использовала соответствующие реплики в прощальном разговоре с Сэрой и убедила ту встретиться с Рэйчел, то будет показана сцена, где мать и дочь впервые встречаются у маяка.

#### Эпилог
Послетитровая сцена состоит из двух эпизодов и является непосредственной предысторией Life Is Strange. В первом эпизоде Хлоя и Рэйчел снимаются вместе в фотобудке, фотографии из которой в Life Is Strange найдёт Макс. Второй эпизод происходит 22 апреля 2013 года и демонстрирует телефон Рэйчел, на который поступает звонок от Хлои (на нём уже числятся 17 пропущенных вызовов от неё). Телефон лежит на столе в проявочной в подвале амбара Прескоттов, а за кадром слышны шаги Нейтана Прескотта и звуки затвора фотокамеры.

### Бонусный эпизод — «Farewell» (рус. «Прощание»)

#### Сюжет
Действие происходит 28 сентября 2008 года — в тот же день, в который Макс перенеслась в третьем эпизоде 1-го сезона. 14-летняя Хлоя Прайс и 13-летняя Макс Колфилд занимаются разборкой старых вещей Хлои и случайно находят старую аудиокассету, помеченную 27 июня 2003 года, когда 8-летняя Макс и 9-летняя Хлоя сильно увлекались игрой в пиратов. На кассете аудио-сообщение, в котором «капитан Синяя Борода» и «Долговязая Макс Сильвер» обращаются к себе будущим и говорят, что им нужно найти спрятанные ими сокровища, а для этого нужно сначала найти карту, а затем несколько предметов, которые помогут точно определить место захоронения этих сокровищ. Параллельно Макс мучится чувством вины, потому что через несколько дней она с родителями переезжает в Сиэтл, и она не знает как об этом сказать Хлое.
В процессе поисков Макс находит различные вещи и записи, демонстрирующие какой одарённой ученицей Хлоя была все эти годы (в апреле 2008 года её зачислили в Академию Блэквелл со стипендией), а также несколько раз размышляет о том, как весело ей было всё это время в доме Прайсов, и какой удивительной подругой для неё была Хлоя. Найдя и раскопав место с сокровищами (газон на заднем дворе Прайсов) Хлоя и Макс находят вместо металлической коробки (в которую они когда-то и положили свои сокровища) непонятный здоровенный контейнер, в котором лежит та самая коробка, а также аудиокассета. На кассете обнаруживается запись Уильяма, который от лица «Кровавого Билла, короля пиратов» признаётся, что случайно видел как Макс и Хлоя закапывали коробку, и поэтому он выкопал её и поместил в этот контейнер, чтобы защитить от внешней среды. Коробка с сокровищами оказывается временной капсулой, в которой Макс и Хлоя находят старые рисунки, игрушки, предсказания и адресованные будущим себе письма.
Независимо от того, расскажет ли Макс о своём переезде или нет, в финале полиция привозит домой Джойс, которая на фоне играющей композиции «Black Flies» беззвучно сообщает Хлое о гибели её отца. Через три дня проходят похороны Уильяма и прямо с кладбища Колфилды покидают Аркадию-Бэй. После похорон Хлоя с матерью возвращаются домой, где Хлоя в своей комнате находит прощальное аудио-сообщение от Макс. Его содержание разнится от того, рассказала ли Макс о переезде или нет, но в обоих случаях завершается её прощальными словами, что она всегда будет любить Хлою.

## Саундтрек
Саундтрек к игре вышел 1 сентября 2017 года и был исполнен инди-фолк группой «Daughter». 6 марта вышло ограниченное издание игры, в который входит компакт-диск с саундтреком, также вышло виниловое издание, где содержатся виниловые музыкальные пластинки с саундтреком.

## Отзывы и продажи
| Сводный рейтинг    | Сводный рейтинг |
| Агрегатор          | Оценка          |
| ------------------ | --------------- |
| GameRankings       | 76,68 %         |
| Иноязычные издания |                 |
| Издание            | Оценка          |
| Game Informer      | 8,25/10         |

Летом 2018 года, благодаря уязвимости в защите Steam Web API, стало известно, что точное количество пользователей сервиса Steam, которые играли в игру хотя бы один раз, составляет 467 572 человека.